# John Mario Ramírez
John Mario Ramírez (Bogotà, 3 dicembre 1970 – Tunja, 26 giugno 2021) è stato un calciatore colombiano, di ruolo centrocampista.

## Biografia

### Carriera
Molto conosciuto a Bogotà, era uno dei preferiti dai tifosi durante la metà degli anni '90 quando giocava per il Millonarios. Militò poi in altre squadre come Deportivo Cali, Deportes Tolima, Independiente Santa Fe, Boyacá Chicó F.C. e Deportivo Pereira. Ramírez presentò un reclamo contro la sua ex squadra Deportes Tolima, sostenendo che il club aveva cancellato il suo contratto di gioco senza motivo. Nel 2008, la Corte Suprema della Colombia negò la richiesta di risarcimento di Ramirez.
Fece anche parte della squadra nazionale della Colombia. La sua ultima partita per la nazionale fu un'amichevole contro la Norvegia nel 1997.

### Morte
Ramírez morì il 26 giugno 2021 all'età di 50 anni, presso l'ospedale San Rafael di Tunja dopo aver contratto il COVID-19 nel corso della pandemia di COVID-19 in Colombia.